# Акивис, Макс Айзикович
Макс Айзикович Акивис (1923—2015) — советский и израильский математик, доктор физико-математических наук (1964), профессор (1966).

## Биография
Родился в семье женатого вторым браком мелкого предпринимателя и медсестры. От первого брака у отца были сын и две дочери, обучавшиеся в Томске. Поступил в среднюю школу Новосибирска, но в 1929 году вся семья переехала в Москву. После окончания школы был без экзаменов принят на механико-математический факультет МГУ.
Участвовал в Великой Отечественной войне, с июня 1941 года на строительстве оборонительных сооружений к западу от Москвы, с лета 1942 по 1945 год в РККА, служил в артиллерийской батарее 664-го стрелкового полка 130-й стрелковой дивизии. Участвовал в боях по прорыву «Миус-фронт». Воевал в составе батареи 76-мм пушек, затем писарем, связным и наблюдателем — старший сержант, награждён медалью «За отвагу», орденом Красной Звезды и орденом Отечественной Войны. Затем вернулся в МГУ, но был исключён из университета и комсомола вместе с женой с 4 или 5 курса в период борьбы с космополитизмом за чтение официально опубликованных в 1945 году стихов М. И. Алигер «Твоя победа». После исключения несколько лет работал в техническом отделе авторемонтного завода, а жена — контролёром в автобусном парке; куда они смогли устроиться лишь после обращения к П. И. Дмитриеву. В 1951 году окончил МГУ экстерном. В 1956—1960 годах преподавал в Тульском механическом институте. С 1960 года работал в Московском институте стали и сплавов.
С 1994 года жил и работал в Израиле, где в должности профессора три года проработал в Беер-Шевском университете и ещё 8 лет в Высшем технологическом колледже в Иерусалиме. Его ученики защитили двадцать восемь кандидатских и четыре докторские диссертации.

## Наука
Является автором фундаментальных результатов в многомерной проективной и конформной геометрии, теории тканей и теории дифференциально-геометрических структур. Опубликовал более 150-ти научных статей, учебников и монографий. Известна также алгебра Акивиса.

## Семья
Жена, Людмила Гольдштейн, преподавала математику, сначала в школе, а потом в Военно-воздушной академии имени Н. Е. Жуковского. У пары две дочери.

## Публикации
- Акивис М. А., Розенфельд Б. А. Эли Картан (1869—1951). — М.: МЦНМО, 2007. — 328 с. — 1000 экз. — ISBN 978-5-94057-208-4.
- Акивис М. А., Гольдберг В. В. Тензорное исчисление. М.: Наука, 1969; 3-е издание — М.: Физматлит, 2005.[5]
- M. A. Akivis. Introductory linear algebra. Prentice-Hall, 1972.
- M. A. Akivis, A. M. Shelekhov. Geometry and Algebra of Multidimensional Three-Webs. Springer, 1992. — 375 pp.
- M. A. Akivis, V. V. Goldberg. Projective Differential Geometry of Submanifolds. North Holland, 1993. — 361 pp.
- M. A. Akivis, V. V. Goldberg. An Introduction to Linear Algebra and Tensors. Revised Edition. Dover Publications, 2010.
- M. A. Akivis, B. A. Rosenfeld. Elie Cartan 1869—1951. American Mathematical Society, 2011. — 317 pp.